# GCSE

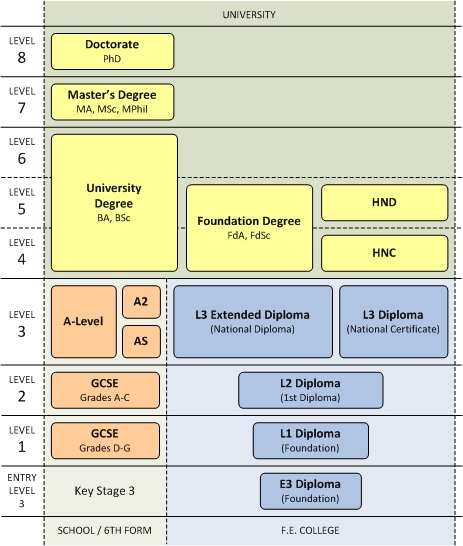
イギリスの国家資格フレームワーク

GCSE（General Certificate of Secondary Education）は、イングランド、ウェールズ、北アイルランドで運用されている学位認定制度である。日本語では文部科学省が中等教育修了一般資格という訳語を充てている。スコットランドの公立学校ではGCSEの代わりにスコットランド資格証明が運用されており、スコットランドの私立学校ではこれとは別の学位認定を利用することもできる。
GCSEの資格は、数学、歴史、芸術など各科目ごとに与えられる。英国政府は英国バカロレア資格として知られる推奨科目のリストと、英語、数学、科学を含む8科目のGCSE資格から算出されるプログレス8ベンチマークを用意している。
GCSEの試験に向けた教育は、科目や学校、認定機関にもよるが9年生（日本では中学1年生-2年生に相当）または10年生から始まって2-3年をかけて行われ、イングランドおよびウェールズでは11年生の学年末に試験が行われる。

## 歴史

### 導入以前
GCSEが導入される以前には、学生は複数の科目についてCSE（Certificate of Secondary Education、中等教育修了資格）やより上級のOレベル（General Certificate of Education Ordinary Level、一般教育修了基本レベル）を単独あるいは組み合わせて受験していた。CSEはおおむねGCSEのグレードC-Gあるいは4-1をカバーし、OレベルはA*-Cまたは9-4に相当するが、CSEとOレベルは別個の学位証明制度であり、等級システムも異なっていた。このことは、Oレベルに合格できなかった下位42％の受験者（OレベルではなくCSEを受験していればCSEの上位グレードの学位認定が得られた可能性がある）と、より高い能力を発揮する機会がなかったCSE受験者の成績上位者（Oレベルの下位グレードの学位認定が得られた可能性がある）のいずれもが不利になるとして批判されていた。
後にOレベルのグレードはA-Eとその下のU（Ungraded、等級なし）に見直された。1975年以前は、等級システムそのものも認定機関ごとに異なっており、典型的には合格が1-6等級、不合格が7-9等級となっていたが、認定証には等級は記載されないようになっていた。
CSEは1-5まで等級付けされ、1が上位、5が下位となっており、5より下位にU（等級なし）が設けられていた。最上位の1はOレベルのグレードCと同等以上であり、この等級を持つ学生はOレベルの課程を取ればより高い学位認定を受けられたものとみなされていた。しかし、CSEとOレベルは別のシラバスに基づく別個の学位認定制度であったため、CSEの学位認定を受けた者がAレベルに挑戦するためには、CSEの学位認定をOレベルに「変換」するために個別の学習コースを取らなければならなかった。
GCSEの導入に先立つ1980年代に、この2つの認定を統合する試みが行われ、一部の科目で「16+」試験を実施して、CSEとOレベルの両方の認定書が授与された。 最後のOレベルおよびCSEの試験は1987年に行われた。

### GCSEの導入
GCSEは1988年に導入され、一般教育修了上級レベル（日本における高等学校卒業程度認定試験に相当）や大学での学位取得など、後期中等教育や高等教育に進学せず、16歳で教育課程を卒業することを選択した人に対する国家資格として確立された。CSEとOレベルが統合されたことで、より多くの学生が同じ基準により評価されるようになった。ただし、試験問題には受験者の能力の高低に応じて用意された複数の問題から選ばせるものもあった。
導入時には、AからGで等級付けられていた。CはOレベルのグレードCまたはCSEのグレード1とほぼ同等に設定され、おおむねOレベルのグレードCおよびCSEのグレード1のそれぞれ上位25%が該当するものとされた。

## 構成
通常、義務教育を修了するために、キーステージ4において英語、数学、理科を含む5つの科目でGCSEのA*-Cグレードを取得しなければならない。学生が取得できる学位認定は学校や個々の学生でも異なるが、学校側は英国バカロレア資格の取得に繋がるような科目の認定取得を推奨している。このためには、英語、英文学、数学、コンピュータ・サイエンスを含む理科、現代語または古典語、そして歴史または地理のいずれかの認定取得が必要である。

### 科目
現在のGCSEの科目一覧は、改革により大幅に少なくなっている。これは、英国における新たな学位認定では、各科目について規制当局たる Ofqual が設定したコア要件があるためである。このため、英国の1国でしか利用できないものや、ある認定機関だけが認定している科目もある。以下のリストは、認定機関のWebサイトから入手したものに基づく。

#### コア科目
コア科目は、2017年以降は英国バカロレア資格の受験資格を得るための要件になっている。これ以外の科目、特に宗教学や市民権研究、コンピュータ・サイエンスや体育は、キーステージ4の全国カリキュラムの一部となっているため、大多数の学校で必修となっている。
- 英語
  - 英語および英文学
- 数学
- 理科
  - 生物、化学および物理または総合科学（Combined Science; 生物・化学・物理の基礎的内容を広く浅く学ぶ科目）
- 語学：現代語または古典語で1科目
  - 現代語：アラビア語、ベンガル語、中国語（広東語）、中国語（マンダリン）、フランス語、ドイツ語、現代ギリシャ語、グジャラート語、現代ヘブライ語、アイルランド語（北アイルランドのみ）、イタリア語、日本語、パンジャブ語、ペルシャ語、ポーランド語、ポルトガル語、ロシア語、スペイン語、中国語、ウルドゥー語、ウェールズ語（ウェールズのみ）
  - 古典語：古典ギリシャ語、聖書ヘブライ語、ラテン語
- 人文科学：
  - 歴史または地理（両方を取ってもよい）

#### その他の科目
- 理科および数学
  - 天文学
  - 地質学
  - 心理学
  - 統計学
  - 社会学
- 人文社会科学
  - 古代史
  - 市民権研究
  - 古典文明
  - 宗教学
- ビジネスとエンタープライズ
  - 実務研修
  - 経済学
- デザインとテクノロジー
  - デザインとテクノロジー
  - エレクトロニクス
  - エンジニアリング
  - 調理および栄養学
- 芸術
  - アートとデザイン
  - ダンス
  - ドラマ
  - 映画学
  - メディア研究
  - 音楽
  - 写真撮影
  - グラフィックス
- その他
  - 体育

- 北アイルランド（CCEA）のみ
  - 農業と土地利用
  - ビジネスおよび通信システム
  - 幼児教育
  - 建築および建造環境
  - 現代工芸
  - デジタル技術
  - 上級数学
  - 行政および政治
  - 健康および社会的ケア
  - 家政学
  - ホスピタリティ
  - アイルランド語
    - 現代アイルランド語
    - ゲール語

  - メディアおよび通信業界におけるジャーナリズム
  - 人生と仕事のための学習（家政学やエンプロイアビリティを学ぶ科目）
  - レジャー、旅行、観光
  - 自動車および道路利用者の研究
  - 動画芸術
  - 宗教学短期コース
- ウェールズ（WJEC / CBAC）のみ
  - 情報通信技術
  - ウェールズ語（ウェールズの学校では必須）
    - ウェールズ語（第一言語）
    - ウェールズ文学（第一言語）
    - 第二言語としてのウェールズ語

### 例外・緩和措置
学習障害のほか、負傷や障害のある学生には、次のような支援が提供される。
- 試験時間延長（失読症や障害、負傷のほか、英語が第二言語であって英国での学習期間が2年以内の学生など、学習障害の程度により異なる）
- 代筆者（学生の指示によりタイプまたは筆記する者。通常、負傷や障害のため筆記できない学生に提供される）
- ワードプロセッサ（スペルチェックツールなし）は、読みやすく書くことに困難がある学生や、試験を完了し得る速さで筆記できない学生に提供される。
- 別形式の試験用紙（大活字、点字、色紙に印刷など）
- 代読者（教師または試験官が試験問題の単語を読み上げるが、単語の意味は説明されない）
- 別室（障害を持つ学生は、自分一人、または選択した他人と同室が宛てられることがある。また、他の受験者の邪魔になったり、解答のヒントを与えてしまうことがないように、代筆者が提供されている場合にも用意される。すべての試験室には、それぞれ試験官が配置されている）。

いずれの支援も、認定機関の承認が必要である。認定機関の同意があれば他の形式の支援も利用可能であるが、上記の支援が最も一般的である。
学生が病気になったり、試験の成績に影響を与え得る予期せぬ事態が発生した場合には、認定機関に特別な配慮を申請することができる。この手続きは試験をどこまで進めていたかによって異なるが、状況に応じて成績を幾分上積みするか、あるいは学習課題の達成度や予測されるグレードなどを考慮して、公正な成績が計算される。